# Marshawn Powell
Marshawn Deva Powell (Newport News, Virginia, 5 de enero de 1990) es un exjugador de baloncesto estadounidense que pertenece a la plantilla del Pallacanestro Trapani de la Serie A2 Oeste. Con 2,01 metros de estatura, juega en la posición de ala-pívot.

## Trayectoria deportiva

### Universidad
Jugó tres temporadas con los Razorbacks de la Universidad de Arkansas, en las que promedió 13,6 puntos, 5,6 rebotes, 1,6 asistencias y 1,0 tapones por partido. Nada más comenzada su temporada júnior sufrió la rotura de los ligamentos de la rodilla, lo que le hizo pasar por quirófano y perderse la temporada completa. Al término de la temporada siguiente anunció su intención de renunciar a su último año de universidad y presentarse al Draft de la NBA.

### Profesional
Tras no ser elegido en el Draft de la NBA de 2013, en el mes de julio fichó por el Ferro-ZNTU Zaporozhye de la Superliga de Ucrania, donde jugó 16 partidos en los que promedió 12,7 puntos y 4,9 rebotes por partido. En marzo de 2014 fichó por el KK Pieno žvaigždės de la liga lituana, donde acabó la temporada promediando 9,7 puntos y 4,3 rebotes por partido.
En agosto de 2014 fichó por el Universo Treviso Basket de la Serie A2 italiana, equipo don el que jugó dos temporadas en las que promedió 15,2 puntos y 8,5 rebotes por partido.
En agosto de 2016 fichó por el s.Oliver Baskets de la Basketball Bundesliga, aunque una lesión en un dedo que necesitó cirugía le hizo perderse varias semanas de competición ya en el mes de septiembre. Tras regresar, disputó 13 partidos en los que promedió 9,5 puntos y 4,4 rebotes. En marzo de 2017 abandonó Alemania para fichar por el Viola Reggio Calabria de la Serie A2 italiana.
La temporada 2019/20 la inicia en las filas del Hamburg Towers de la Primeira Liga alemana (BBL) donde firmó 9,1 puntos y 3,1 rebotes.
En diciembre de 2019, llega a España para incorporarse al Club Baloncesto Breogán de la Liga LEB Oro hasta el final de la temporada 2019/20.
En verano de 2020, regresa a Italia para jugar en las filas del Pallacanestro Trapani de la Serie A2 Oeste.